# Bernie Worrell

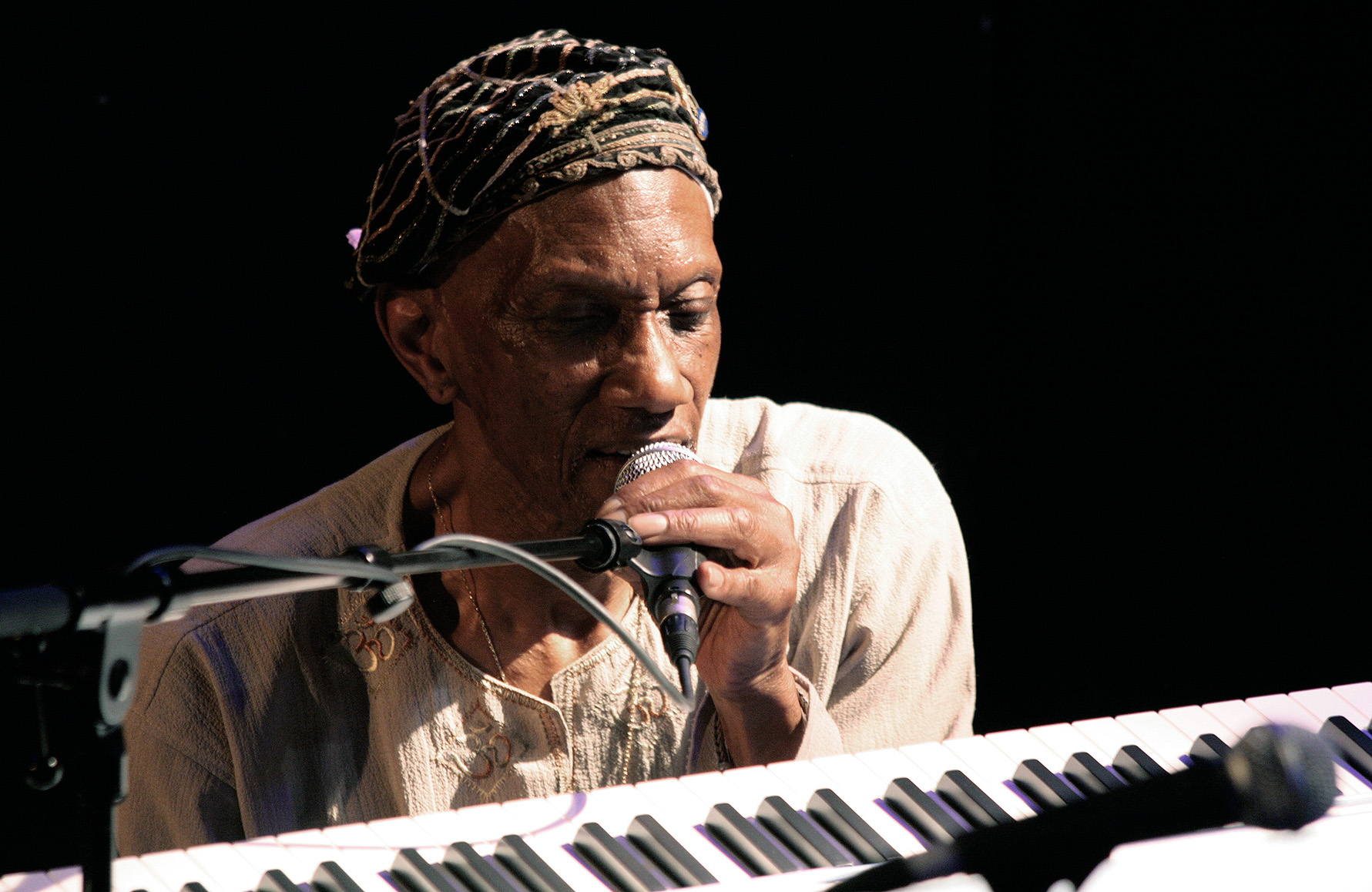
Bernie Worrell

Bernie Worrell (geboren als George Bernard Worrell, Jr. te Long Branch, 19 april 1944 – Bellingham, 24 juni 2016) was een Amerikaans keyboardspeler en componist. Hij is vooral bekend geworden als oprichter van Parliament-Funkadelic (een samenvoeging van de funkbands Parliament en Funkadelic).
Worrell groeide op in Plainfield, New Jersey. Hij volgde reeds op driejarige leeftijd pianoles en op zijn achtste schreef hij een concerto. Hij volgde muzikaal onderricht aan de Juilliard School en aan het New England Conservatory.
Begin jaren 70 maakte hij kennis met George Clinton, met wie hij Parliament-Funkadelic oprichtte. In de jaren 80 werkte hij enige tijd samen met de Talking Heads.
Vanaf 1990 werkte hij samen met onder meer Bill Laswell en Jack Bruce. In 1994 verscheen hij op Stolen Moments: Red Hot + Cool, een compilatie-album van Red Hot Organization. Worrell speelde ook in The Golden Palominos.
In januari 2016 werd bij Worrell longkanker in stadium 4 vastgesteld. Hij overleed een half jaar later op 72-jarige leeftijd.
- Biblioteca Nacional de España: XX1797283
- Bibliothèque nationale de France: cb139766011 (data)
- CiNii: DA1674055X
- Gemeinsame Normdatei: 134561147
- International Standard Name Identifier: 0000 0000 7357 4532
- Library of Congress Control Number: no98047791
- MusicBrainz: e68abd50-e5ec-4b5c-87dd-0fd0437cafd1
- Nationale Bibliotheek van Israël: 987007315754205171
- Nederlandse Thesaurus van Auteursnamen: 073745006
- Istituto Centrale per il Catalogo Unico: DDSV070085
- Système universitaire de documentation: 199569169
- Virtual International Authority File: 29726384
- WorldCat: E39PBJj4rTBgMvTqD6KDg4BdcP